# Arnold Sommerfeld
Arnold Johannes Wilhelm Sommerfeld (5. prosince 1868, Královec – 26. dubna 1951, Mnichov) byl německý teoretický fyzik, průkopník rozvoje atomové a kvantové fyziky. Sám také vychoval velké množství studentů pro další éru teoretické fyziky. V kvantové mechanice je důležitý jeho objev konstanty jemné struktury. 84krát byl nominován na Nobelovu cenu, ale nikdy ji nezískal.

## Život
Arnold Sommerfeld se narodil v rodině lékaře v Královci (něm. Königsberg , rus. Kaliningrad) ve východním Prusku. V letech 1886–1890 studoval matematiku na tamější Albertus-Universität, jednom z nejvýznamnějších vědeckých center Německa. V disertační práci se pod vedením Ferdinanda von Lindemanna věnoval rovnicím matematické fyziky. V roce 1892 složil zkoušky k vyučování matematiky na středních školách a nastoupil roční vojenskou službu.
Po skončení vojenské služby nastoupil na univerzitu v Göttingenu, centrum matematické vědy v Německu, kde se stal v roce 1894 asistentem Felixe Kleina, s nímž spolupracoval až do roku 1910. Pod vedením tohoto proslulého matematika habilitoval v roce 1895 s prací o matematické teorii difrakce (Mathematische Theorie der Diffraction). Společně napsali čtyřdílnou publikaci o teorii setrvačníků (Theorie des Kreisels). V roce 1897 se stal profesorem matematiky na Báňské univerzitě v Clausthalu, což mu přineslo existenční zajištění a umožnilo sňatek s Johannou Höpfnerovou, dcerou kurátora göttingenské univerzity. Během manželství se jim narodili tři synové a jedna dcera. Od roku 1900 působil jako mimořádný profesor na Vysoké škole technické v Cáchách (později RWTH Aachen University). V roce 1906 se stal profesorem na Ludwig-Maximilians-Universität v Mnichově, kde až do konce života přednášel teoretickou fyziku. Vedl desítky doktorských disertací, výsledky své vědecké práce obohatil celou řadu fyzikálních oborů. V letech 1942-51 pracoval na kompletaci svých přednášek, které byly zveřejněny v šestisvazkovém díle Přednášky z teoretické fyziky (Vorlesungen über theoretische Physik) Kromě přednáškového pobytu v USA (1922-23) a cesty do Číny, Indie a Japonska v roce 1929 žil Arnold Sommerfeld stále v Mnichově. Zemřel v roce 1951 na následky zranění při dopravní nehodě.

## Vědecká práce
Sommerfeld se v průběhu své akademické kariéry zabýval všemi problémy teoretické fyziky od turbulence kapalin až po teorii relativity, kvantovou teorii a fyziku tuhých těles. V letech 1899 až 1909 se zabýval především teorií rentgenového záření a dynamikou elektronů. Výrazně se podílel na rozvoji kvantové mechaniky, zejména v oblasti kvantové teorie stavby atomu (Bohrova-Sommerfeldova teorie). Tato práce byla završena v roce 1919, kdy Sommerfeld napsal kompendium atomové fyziky s názvem Stavba atomů a spektrální linie (Atombau und Spektrallinien), které se stalo "biblí" pro novou generaci atomových a kvantových fyziků. Sommerfeld se zabýval i Zeemanovým jevem, strukturou vodíkového spektra, zavedl konstantu jemné struktury a druhé kvantové číslo. Položil základy kvantové elektronové teorie kovů a v roce 1931 vypracoval teorii brzdného záření elektronů. 

## Ocenění
Arnold Sommerfeld obdržel mnoho čestných medailí a vyznamenání akademických institucí z celého světa. Byl laureátem medaile Maxe Plancka, Lorentzovy medaile, Oerstedovy medaile, členem evropských i amerických vědeckých společností, byl čestným doktorem univerzit v Rostocku, Cáchách, Kalkatě a Aténách.
Za úspěchy, kterých dosáhl v kvantové teorii atomu, byl v letech 1917 až 1951 celkem 84krát nominován na Nobelovu cenu za fyziku. Nikdy ji však nezískal.